# Hannah Mirjam Cavin
Hannah Mirjam Cavin (* 24. Februar 1918 in Wien, Österreich-Ungarn; † 28. Juli 2002 in Düsseldorf) war eine österreichisch-rumänische Bildhauerin, Textildesignerin und Lyrikerin.

## Leben
Ihre aus der Bukowina stammenden Eltern, der Jurist Joseph Schauer und seine Frau Martha, förderten bereits früh die künstlerischen Anlagen. Hannah Mirjam studierte zunächst Bildhauerei bei dem Bildhauer Heinrich Zita (1882–1951) an der Kunstschule für Frauen und Mädchen in Wien und dann in Stockholm bei Karl Helbig und legte ihr Diplom in Textildesign ab. 
Aufgrund der rumänischen Staatsbürgerschaft konnte die Familie 1938 nach Rumänien flüchten, wo Hannah Mirjam Schauer 1940 den Architekten Alfred Kaniuk-Cavin heiratete. 1961 wanderte die Familie über Israel nach Düsseldorf aus, wo die Künstlerin eine Stelle als Lehrerin für textiles Gestalten annahm. Dort starb sie 2002.

## Werk
Hannah Mirjam Cavin schuf Büsten bekannter Zeitgenossen (so von Max Brod, Martin Buber, Shalom Ben-Chorin, Albrecht Goes, der Tänzerin Yuriko (Y. Kikuchi) aus der Martha Graham Dance Company, José de Udaeta, Anton Dolin, Paolo Bortoluzzi, des Pantomimen Samy Molcho und von Geertruida Wijsmuller-Mejer (Tante Truus)) und hatte Ausstellungen im Salon de Paris, im Folkwang-Museum in Essen und in Tokio. Ihr schriftstellerisches Werk umfasst etwa 200 Gedichte.